# Maiores
Los maiores (de la palabra latina que significa «mayor») eran los principales cargos públicos del reino visigodo. Los maiores eran muy ricos, pero la riqueza no determinaba por sí sola la posición social, pues para ser maior persona había de ostentarse además un cargo palatino (en el Officium palatinum del palacio), o un cargo de poder militar o jurisdiccional: gardingo, dux («duque») o comes («conde»). También formaban parte del Aula Regia, junto con otros dignatarios designados por el rey.
No debe confundirse a los maiores con los senatores («senadores») o potentes («poderosos»), que, aunque igual de ricos que aquellos, no ostentaban cargos. Era el cargo y no la riqueza ni los títulos lo que confería la nobleza. La clave de la diferencia era la separación por origen entre la clase dirigente del reino visigodo: la gran mayoría de maiores eran de origen godo, aunque también pudo incluirse entre ellos, especialmente a partir de la conversión al catolicismo y la autorización de los matrimonios mixtos, algún hispanorromano.
Los maiores participaban junto al rey en campañas militares, podían ser consultados acerca de la legislación y debían aprobar (junto a los obispos) los perdones que el rey quisiera otorgar a los traidores. Algunos de ellos, designados por el rey, participaban desde el año 653 en los Concilios generales o Concilios de Toledo.
Parece que en la corte regia había también un grupo de funcionarios incluidos en la categoría social de los mediocres, a los que (a pesar de ser también denominados minores palatii) se podía considerar maiores, pero contrastados con la existencia de un grupo de maiores de mayor categoría, los primi (primates palatii, seniores gothorum o viri illustres, y gardingos) lo que tal vez indicaría que a esos primates se les consideraba por encima y el resto de los maiores eran mediocres.
En oposición a los maiores estaban los inferiores, siendo ambas categorías parte de la clase dirigente. No debe confundirse con la oposición entre honestiores y humiliores, que designa categorías sociales muy diferentes.
Muy pocos inferiores tenían acceso al Palacio, mientras que sí había cargos reservados a humiliores, personas de condición servil (los encargados de las caballerizas o stabularii, los mayordomos o gillonarii, los plateros o argentarii, los cocineros, etc.). Era evidente la promoción social de estos personajes, por el simple hecho de su cercanía física a la persona del rey y las oportunidades que tal cosa les ofrecía. Ervigio consideró necesario prohibir que esclavos y libertos y sus descendientes pudieran ingresar en el Officium palatii, con excepción de los esclavos del Tesoro.

## Primates palatii
La parte más alta del grupo de los maiores eran los primates palatii, todos los cuales eran comes palatii («condes palatinos»). Parece que ningún primate era dux («duque») o comes («conde») territorial, por lo cual hay que suponer que el cargo condal palatino era más importante. Los primates solo serían una veintena.

## Seniores gothorum o viri illustres
Después seguían los seniores, seniores gothorum o viri illustres, algunos de los cuales podían ostentar el cargo de comes palatii («conde palatino»), pero que en su mayor parte ejercerían como duces o comites locales. Como había seis duces y unos ochenta comites, su número no debía exceder del centenar, por lo cual debía haber muchos nobles a la espera de ocupar estos cargos importantes; y que, entre tanto, ocupaban funciones inferiores o no ejercían ningún cargo. Los viri illustres realizaban las principales funciones palaciegas, aunque estaban menos cercanos al rey que los gardingos. Surgieron seguramente de los nobles godos que se convirtieron con Recaredo al catolicismo, en cuyo momento se les califica de viri illustres o seniores gothorum y más tarde ya se les califica en función de su cargo condal palatino o simplemente como duces o comites.

## Gardingos o fideles
Los gardingos estaban incluidos en el grupo social de los maiores, pero probablemente pertenecían a sus diversas categorías, es decir: había gardingos que eran primates y otros que solo eran seniores. La institución de los gardingos procedía sin duda de los fideles ("fieles") del rey: los hombres de confianza del monarca, aquellos que estaban obligados a él por alguna causa o a los que debía algún favor. Aparecen como fideles con Chintila, pero más tarde, en tiempos de Wamba, ya se les llama gardingos (del germánico wardôn, "guardar"). Acompañaban al rey en sus campañas, y cuando era conocida la próxima comisión de un delito, debía comunicarse a uno de ellos para que pudiera informar al rey, pues se supone que debían tener un contacto permanente y protegían su persona (una especie de guardia pretoriana noble). El rey debía enviarlos como delegados a determinados actos, especialmente campañas militares, y seguramente les hacía donaciones de propiedades confiscadas. La palabra "gardingo" ha pasado al castellano y figura en el DRAE.

## Mediocres o minoris palatii
Dentro del Officium Palatinum o Palatium de la época visigoda, los mediocres, o minoris palatii eran una categoría de oficiales subalternos al servicio del monarca, cuyas funciones serían el desempeño de un determinado oficio, dentro de su categoría,  entendido como tal aquel de carácter doméstico orientado al gobierno del palacio y la organización de la vida en la corte.

## Inferiores
Los inferiores eran los que tenían un cargo inferior, aunque la denominación de inferiores se aplicaba también a las personas con poca o nula fortuna (los humiliores), independientemente del cargo.
En esta categoría estaban los thiufadus, que fueron primero generales, y a mediados del siglo VI se les añadió la condición de juez a su mando militar; si bien parece que casi todas las funciones militares pasaron al conde, quien en cambio redujo sus funciones judiciales a las apelaciones. El mando directo del ejército quedó en manos de los oficiales.
También debían tener consideración de inferiores los ayudantes de los thiufadus, función necesaria por el aumento de trabajo (juicios de godos y romanos) y por la doble misión judicial y militar. En sus funciones judiciales, tanto los condes como los thiufadus debían tener su correspondiente sayo, y los que ocuparan tal cargo probablemente eran considerados asimismo  inferiores. 
Otros tipos de juez, con su respectivo sayo, debían estar igualmente incluidos en la categoría social de los inferiores: el pacis adsertor y el numerarius.